# Long Island (Maine)
Pour les articles homonymes, voir Long Island (homonymie).
Long Island est une île et une localité du comté de Cumberland, située dans la baie de Casco, État du Maine, aux États-Unis. Lors du recensement de 2010, sa population s'élevait à 230 habitants permanents. 
Sa superficie est de 4 km2 environ et elle s'étend selon un axe est-ouest sur 4 kilomètres entre Chebeague Island et Peaks Island

## Historique
Long Island, comme les autres îles de la baie de Casco, était à l'origine habitée pendant les mois chauds par les Amérindiens jusqu'à ce que les colons européens arrivent au XVIIe siècle. 
Pendant la Seconde Guerre mondiale, Casco Bay est devenu la base de l'United States Navy pour les destroyers escortant les convois HX, SCet, ON de la bataille de l'Atlantique. Les installations construites sur l'île comprenaient l’école des officiers de contrôle des torpilles du Centre naval d'entrainement de Portland, une jetée d'approvisionnement de la marine avec une annexe de carburant naval souvent citée comme source de contamination pour le marais de l'île et la baie de Casco, et la base d'hydravions navals de l’installation aérienne auxiliaire de Casco Bay exploitée dans le cadre de la Station aéronavale de Brunswick du 14 mai 1943 au 15 décembre 1946. Le Corps d'artillerie côtière de l'armée des États-Unis a construit deux batteries de canons à double usage de 90 mm sur l'île, faisant partie des défenses du port de Portland. 
Après la guerre, le tourisme est devenu l'activité la plus populaire. En été, plusieurs centaines, voire des milliers de touristes viennent du Massachusetts et de New York pour passer des vacances dans leurs chalets d’été. 
L'île faisait à l'origine partie de la ville de Portland. Les impôts fonciers payés par les résidents saisonniers ont augmenté considérablement et de nombreux résidents estimaient que cette évolution créait un écart excessif entre l'impôt versé à la ville de Portland et les services qu’ils recevaient en retour. L'île a voté pour faire sécession de Portland, et le 1er juillet 1993, elle a obtenu son autonomie et promu ville de Long Island. 

## Long Island aujourd’hui
Long Island est toujours une destination populaire en été et se trouve à 45 minutes en ferry de Portland. Les attractions populaires incluent South Beach (également connu sous le nom de Sandy Beach). Une autre plage est Fowler’s Beach, située à l'extrémité ouest de Long Island. 

## Source
- (en) Cet article est partiellement ou en totalité issu de l’article de Wikipédia en anglais intitulé « Long Island, Maine » (voir la liste des auteurs).